# Wahlenbergia confusa
Wahlenbergia confusa là loài thực vật có hoa trong họ Hoa chuông. Loài này được Merr. & L.M.Perry miêu tả khoa học đầu tiên năm 1941.